# Francesc de Montpesat
Francesc de Montpesat o Folc de Montpesat o Fulcon de Montpezat (?-?) fou Mestre de l'Orde del Temple a Aragó i Catalunya del gener de 1214 al desembre del 1227. Fou un dels encarregats de dictar la sentència arbitral en la Concòrdia d'Alcalà el 22 de març de 1227 a Alcalá d'o Bispe que posà fi a les revoltes nobiliàries que caracteritzaren els primers anys del regnat de Jaume I d'Aragó i significà el triomf de la monarquia sobre els nobles, fet que li donà l'estabilitat necessària per a iniciar les campanyes contra els musulmans.